# Claiborne
Claiborne és una població dels Estats Units a l'estat de Louisiana. Segons el cens del 2000 tenia 9.830 habitants.

## Demografia
Segons el cens del 2000, Claiborne tenia 9.830 habitants, 3.759 habitatges, i 2.823 famílies. La densitat de població era de 375,4 habitants/km².
Dels 3.759 habitatges en un 40,2% hi vivien nens de menys de 18 anys, en un 59,3% hi vivien parelles casades, en un 12,4% dones solteres, i en un 24,9% no eren unitats familiars. En el 21,8% dels habitatges hi vivien persones soles el 8,3% de les quals corresponia a persones de 65 anys o més que vivien soles. El nombre mitjà de persones vivint en cada habitatge era de 2,61 i el nombre mitjà de persones que vivien en cada família era de 3,05.
Per edats la població es repartia de la següent manera: un 28,4% tenia menys de 18 anys, un 8,9% entre 18 i 24, un 32% entre 25 i 44, un 20,9% de 45 a 60 i un 9,8% 65 anys o més.
L'edat mediana era de 33 anys. Per cada 100 dones de 18 o més anys hi havia 84,4 homes.
La renda mediana per habitatge era de 45.200 $ i la renda mediana per família de 54.041 $. Els homes tenien una renda mediana de 37.000 $ mentre que les dones 26.008 $. La renda per capita de la població era de 20.816 $. Entorn del 6,7% de les famílies i el 8,6% de la població estaven per davall del llindar de pobresa.

## Poblacions més properes
El següent diagrama mostra les poblacions més properes.